# Hofzug (Russland)

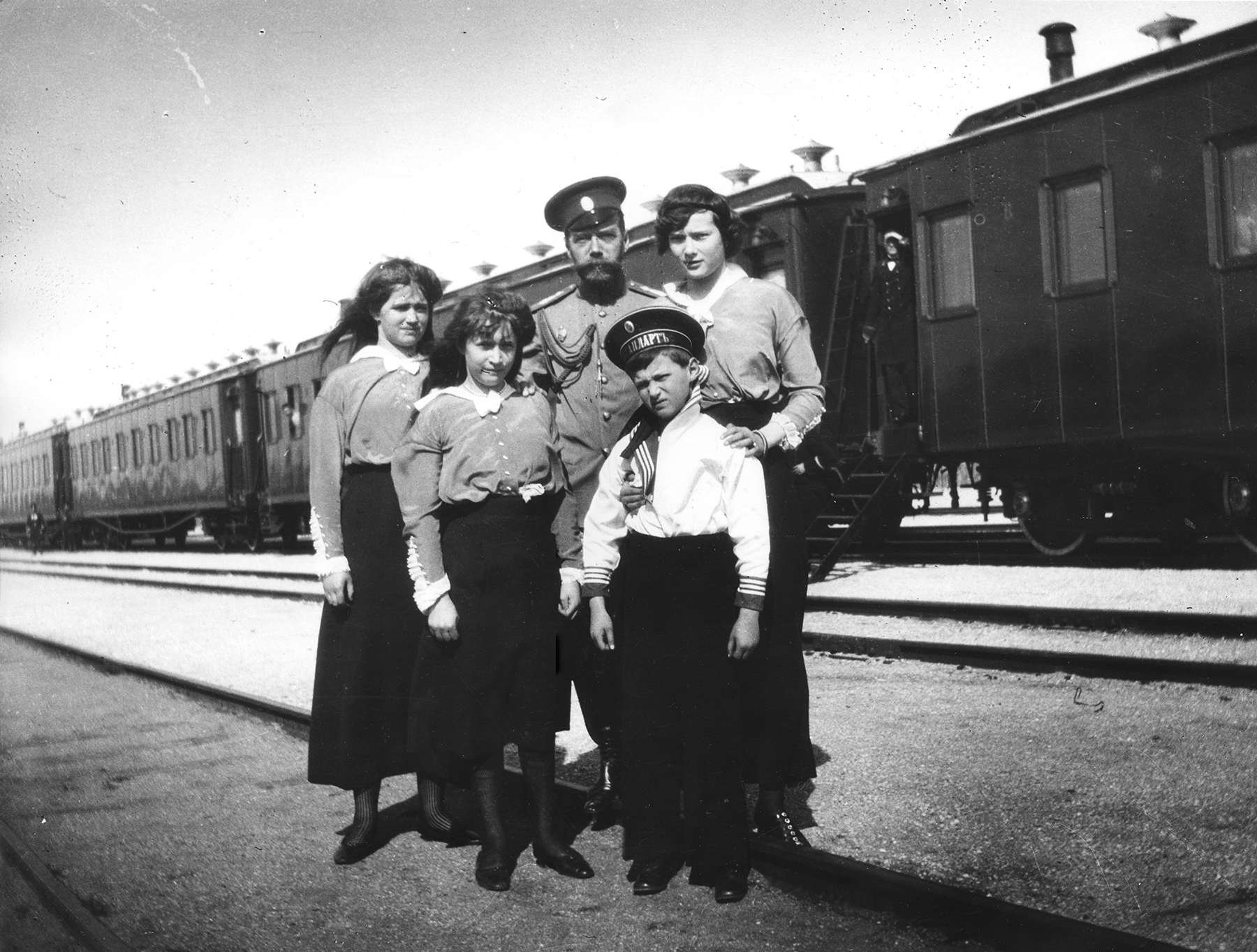
Zar Nikolaus II. mit seinen Kindern vor dem Hofzug in Werny

Die russischen Zaren besaßen für ihren Hofzug einen der größten Fuhrparks an Salonwagen, die je einem Herrscher zur Verfügung standen. Um das Jahr 1900 waren es 95 Fahrzeuge.

## Fahrzeuge

### Zar und Zarin

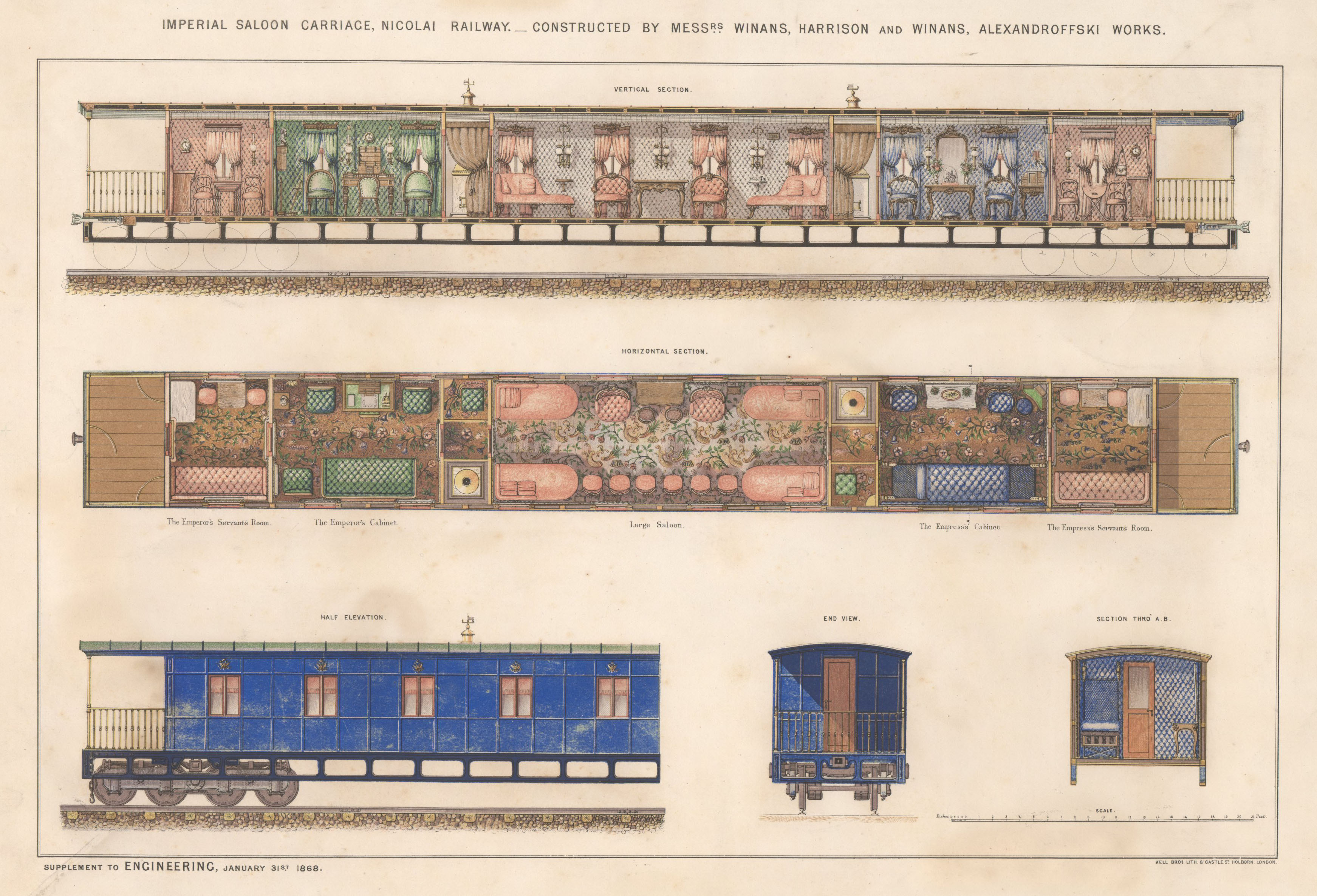
Achtachsiger Salonwagen der Nikolaibahn von 1868

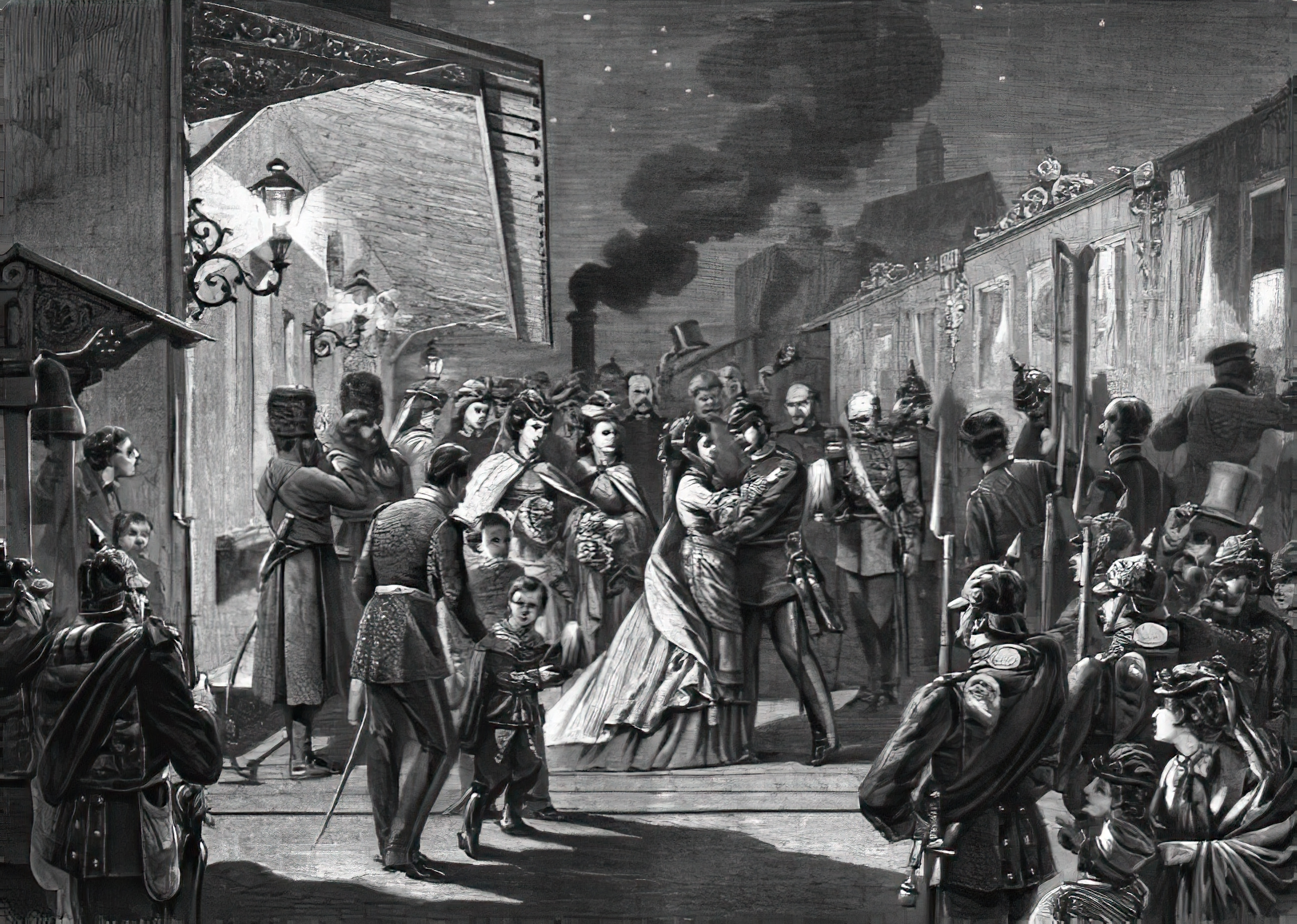
Ankunft des Zaren Alexander II. von Russland auf dem Bahnhof Bad Ems, 1871 – rechts sein Salonwagen

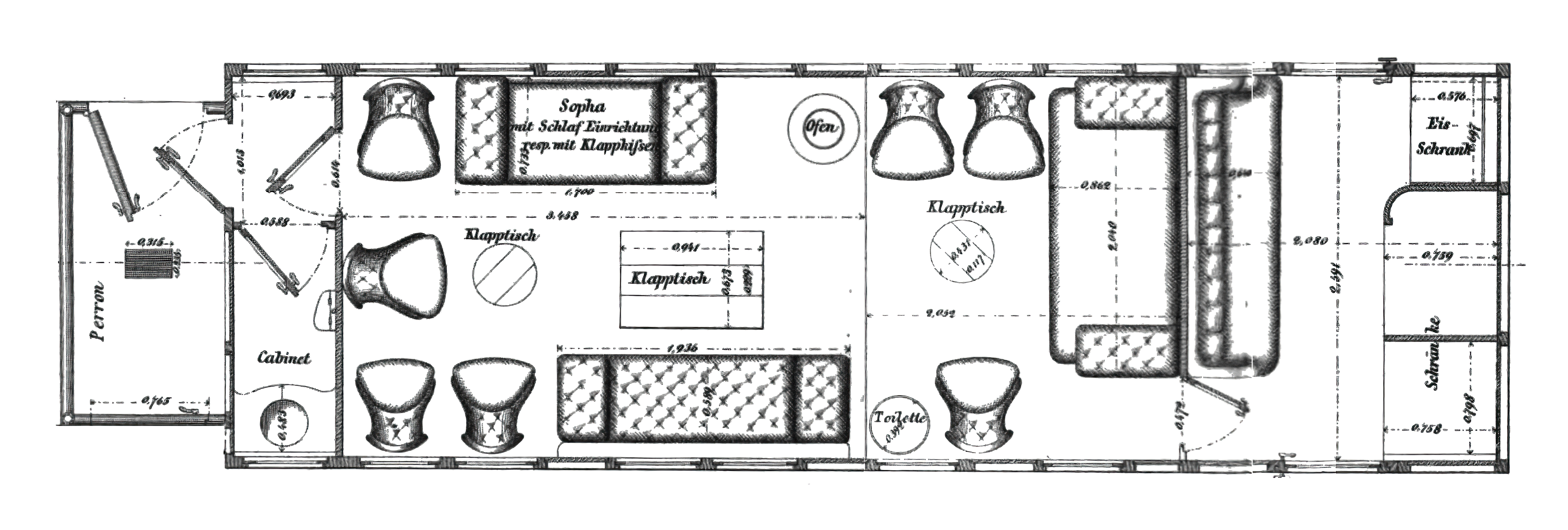
Salonwagen der Warschau-Wiener Eisenbahn

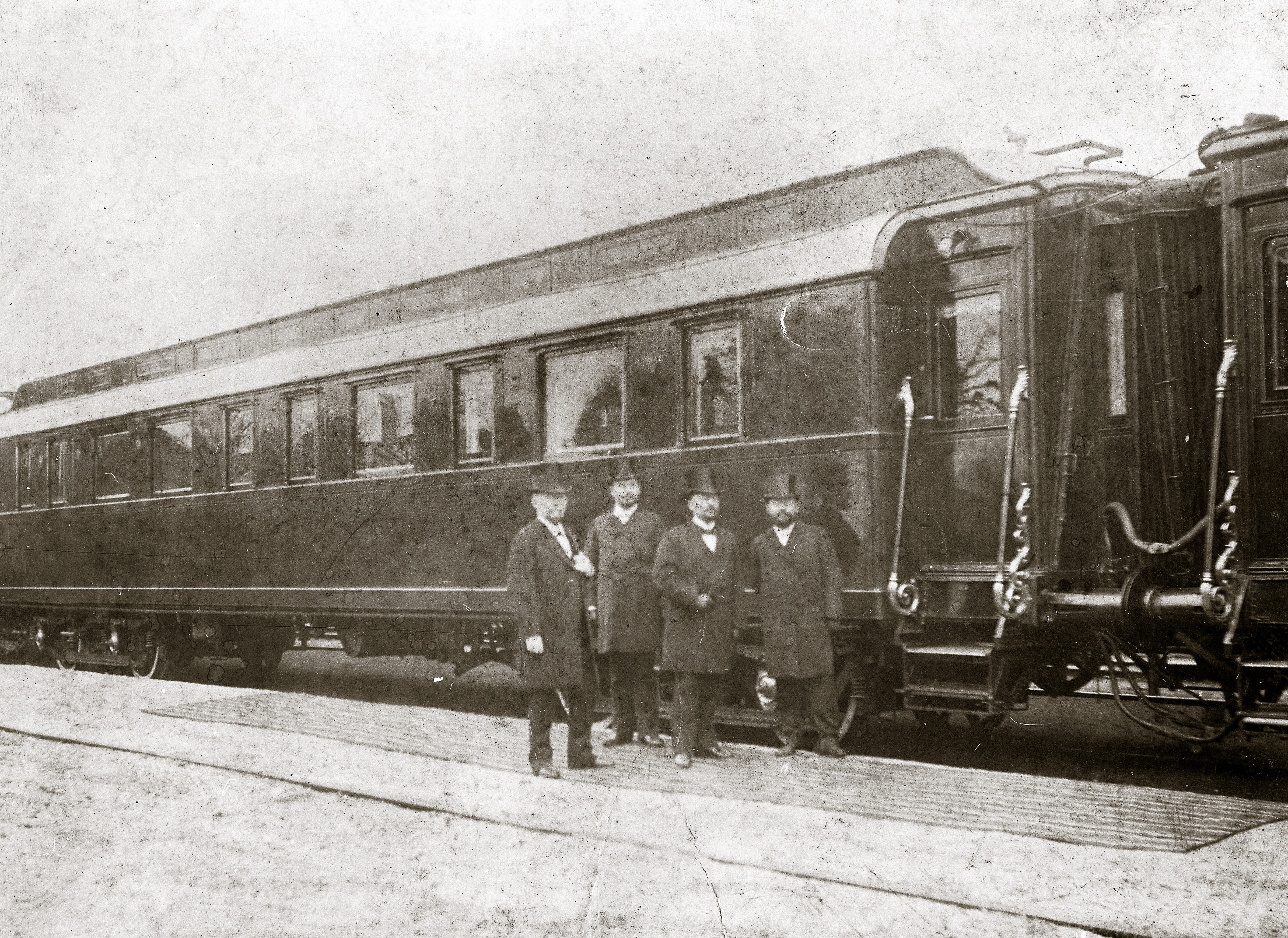
Salonwagen des Zaren aus dem Hofzug für 1435 mm Spurweite (Aufnahme von 1899)

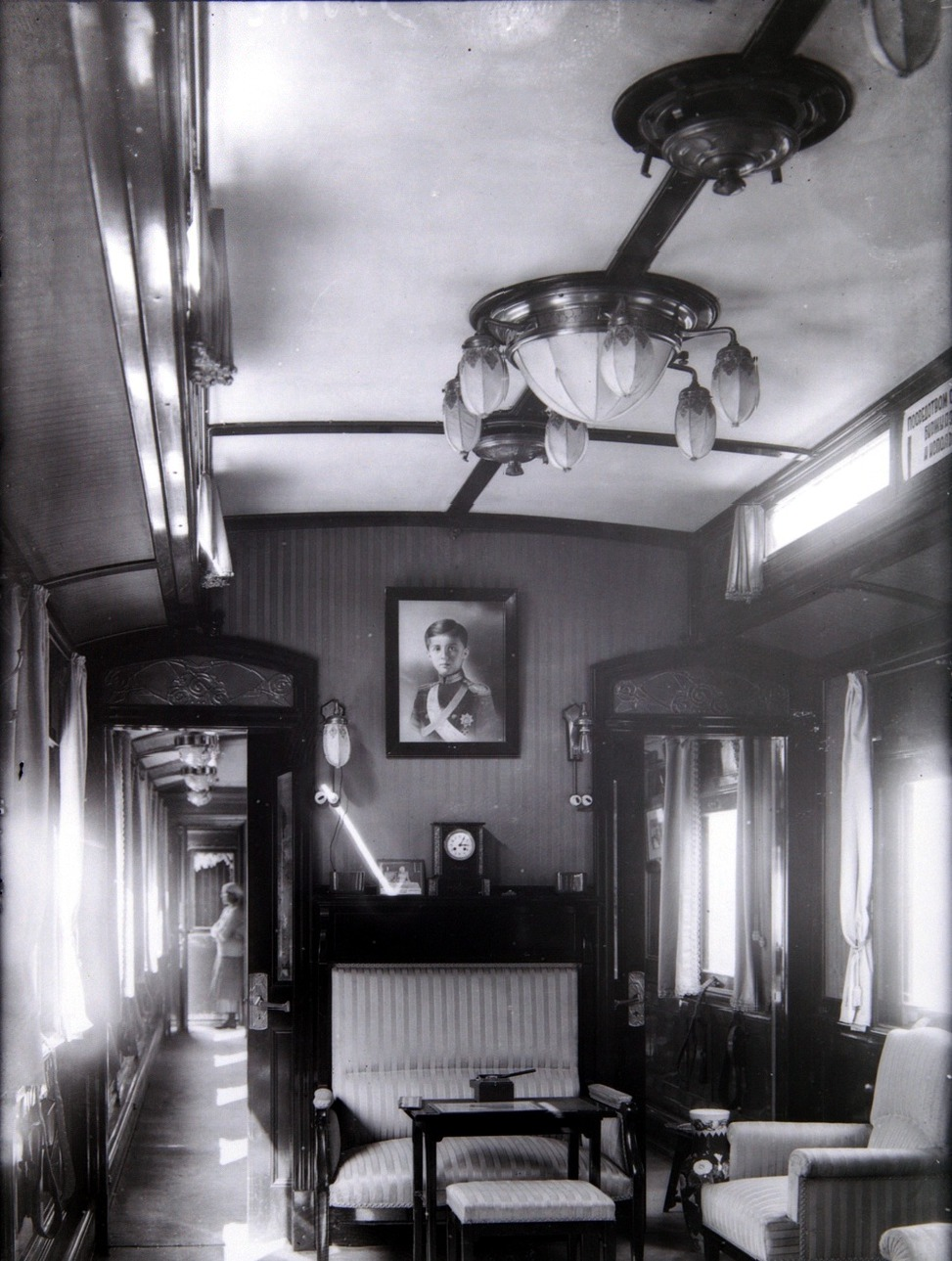
Inneres eines der kaiserlichen Salonwagen

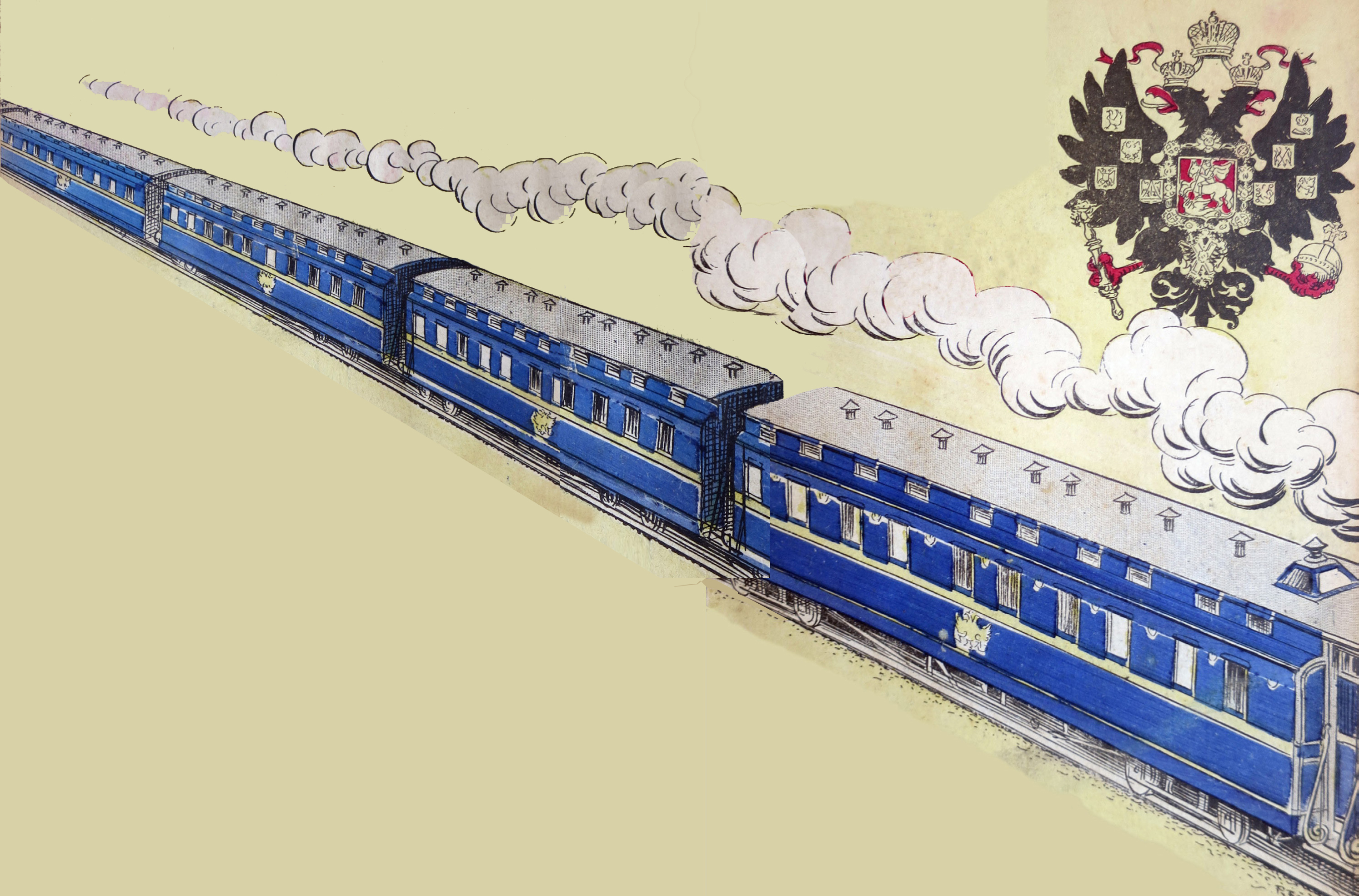
Zeichnung des Zuges, den der Zar 1896 beim Staatsbesuch in Frankreich nutzte (Montage).

Die Zahl an Salonwagen für den Zarenhof sank von 95 im Jahr 1900 auf 54 im Jahr 1909. Die hohe Zahl hing unter anderem damit zusammen, dass die einzelnen Bahngesellschaften je einen eigenen Zaren-Zug bereithielten. Erst ab 1870 bildeten alle größeren russischen Bahnen überhaupt ein zusammenhängendes Netz. Im Einzelnen sind bekannt:
- Die erste russische Eisenbahn, die Eisenbahn St. Petersburg–Zarskoje-Selo, hatte selbstverständlich einen Hofzug. Sie verlief ja zwischen der Hauptstadt und einer Sommerresidenz des Zaren.[4]
- Um 1860 ließ die Nikolaibahn (Sankt Petersburg–Moskau) einen 12 Wagen umfassenden Hofzug bauen.
- Die Eisenbahn Odessa–Balta–Krementschuk stellte ihren Hofzug in mehreren Chargen zwischen 1866 und 1870 in Dienst. Er diente regelmäßig für die Sommerreisen des Hofes auf die Krim. → Hauptartikel: Hofzug der Eisenbahn Odessa–Balta–Krementschuk
- 1868 ließ die Nikolaibahn einen achtachsigen [!], 25 m langen Drehgestellwagen als Salonwagen für den Zaren bauen.
- Von 1870 stammte der Hofzug der Warschau-Wiener Eisenbahn. Es war der erste russische Hofzug in Normalspur. Er hatte zunächst drei Wagen und wurde 1874 um einen weiteren ergänzt. Der Zug wurde selten benutzt und 1909 außer Dienst gestellt.
- Noch vor 1871 betrieb auch die Petersburg-Warschauer Eisenbahn einen Hofzug für den Zaren.[5]
- 1871 nahm die Moskau–Kursker Eisenbahn ihren ersten Zaren-Zug in Betrieb.[6] Der Zug umfasste für eine Reise der Zarin an die preußische Grenze – sie fuhr dann mit einem Normalspur-Zug weiter nach Neapel – die nachfolgend gelisteten Fahrzeuge. Der Zug war in dieser Zusammensetzung 170 m lang und wog 224 t. Alle Wagen waren Dreiachser[7] mit Mansell’schen Holzscheibenrädern.[8]
  - Gepäckwagen als Schutzwagen
  - Wagen 2. Klasse[9]
  - Wagen 1. Klasse, die Sitze konnten zum Schlafen in zwei übereinander angeordnete Liegen umgewandelt werden.[10]
  - Salonwagen mit fünf Abteilen für Minister oder andere hochrangige Würdenträger (Beschaffungspreis: 23.981 Rubel)
  - Tages-Salonwagen, auch für Besprechungen (Beschaffungspreis: 23.605 Rubel), die Größe des Salons ist mit 7,93 × 2,79 m angegeben.[11]
  - Wagen der Zarin mit doppelt verglasten Fenstern (Beschaffungspreis: 26.055 Rubel)
  - 2 Wagen für die Großfürsten und Großfürstin (Kinder des Zarenpaares; Beschaffungspreis: 10.289 Rubel)
  - 2 Speisewagen mit Längstafel und 18 Sitzplätzen (Beschaffungspreis: 25.192 Rubel), die Größe des Speiseraums ist mit 6,7 × 2,9 m angegeben.[12]
  - 2 Küchenwagen (Beschaffungspreis: 12.951 Rubel)
  - Wagen 2. Klasse[13]
  - Werkstattwagen[14]
  - Hinzu kam der Wagen des Zaren (Beschaffungspreis: 39.162 Rubel)[15], der bei dieser Fahrt der Zarin nach Neapel nicht genutzt wurde.

Die Wagen wurden in der Werkstatt der Eisenbahn Moskau–Nischni Nowgorod (später: Transsibirische Eisenbahn) gebaut, die Inneneinrichtung nahm die Moskau–Kursker Eisenbahn selbst vor. Die Wagen des Zuges waren untereinander mit Faltenbälgen aus Leder verbunden, die nach innen mit Filz isoliert und textil verkleidet waren. Beheizt wurden die Wagen durch sechs über den Zug verteilte Dampfkessel, von denen jeder zwei oder drei Wagen versorgte. Die Innenbeleuchtung bestand noch aus Stearinkerzen. Nach Bedarf wurden weitere Fahrzeuge in die Hofzüge eingestellt, die dem Fahrzeug-Pool entnommen wurden, den die Bahn für den öffentlichen Verkehr unterhielt.
In den ersten drei Betriebsjahren hatte der Zug 35.000 km zurückgelegt.
- Ebenfalls noch vor 1871 ging der Zaren-Zug der Eisenbahn Kursk–Kiew in Betrieb.[18]
- Auch vor 1871 gab es bereits einen Hofzug der Eisenbahn Kiew–Balta.[19],
- 1873 bestellte die Baltische Eisenbahn drei Salonwagen für einen Jagdzug des Zaren bei der Waggonbaufabrik Pflug[20] in Berlin. Die Wagen waren 3,40 m breit.
- Bereits 1874 nahm die Moskau–Kursker Eisenbahn ihren zweiten Zarenzug mit 12 vierachsigen Drehgestellwagen und dem sechsachsigen Zarenwagen in Betrieb. Letzterer war 26 m lang und wog 48 t. Dieser Wagen kostete 39.162 Rubel (ca. 83.000 Mark), der restliche Zug knapp 200.000 Rubel (ca. 425.000 Mark).
- 1875: Die französische Kaiserin Eugénie besaß seit 1861 einen Hofzug, der – mehrfach ergänzt – schließlich auf 21 zwei- und dreiachsige Wagen anwuchs.[21] Neben den 19 Personenwagen führte der Zug zwei Packwagen. Im Salonwagen der Kaiserin dominierte roter Satin, die Vorhänge bestanden aus blauem Damast und die Achsbuchsen waren vergoldet. Nach dem Sturz der Monarchie in Frankreich in Folge des Deutsch-Französischen Kriegs 1871 war der Zug in Frankreich überflüssig und wurde zwischen 1871 und 1875 an Zarin Marija Alexandrowna verkauft. Er wurde nicht umgespurt, sondern für Fahrten im mittel- und westeuropäischen Normalspurnetz im Bahnhof Wirballen vorgehalten.[22]
- 1878 wurden in England zwei Salonwagen bestellt, die eine „Klimaanlage“ besaßen: Im Sommer wurde die eingesaugte Luft durch einen Eisbehälter geleitet.
- 1882 beschaffte die Nikolaibahn einen neuen Hofzug mit 12 Wagen. Außer dem dreiachsigen Packwagen bestand er aus vierachsigen Drehgestellwagen, wog 390 t und war für eine Höchstgeschwindigkeit von knapp 50 km/h (45 Werst/h) zugelassen. Der Zug führte einen Telegrafenwagen und konnte durch sechsachsige Salonwagen ergänzt werden.
- Die Finnischen Staatsbahnen hielten in der Zeit, in der Finnland zum Russischen Reich gehörte, also bis 1917, Salonwagen sowohl für den Zarenhof[23] als auch für den Generalgouverneur von Finnland[24] bereit. Ein erster Satz von vier Wagen ist für 1873 belegt. Sie wurden 1898 durch vier neue Wagen der Ringhoffer-Werke ersetzt.[25]
- Ein ganz besonderes Fahrzeug war ein Dampf-Salontriebwagen, den Ganz in Ungarn für den russischen Zaren fertigte.[26]

### Weitere Mitglieder der Zarenfamilie
Großfürst Michael Nikolajewitsch Romanow nutzte einen umspurbaren Zug, der aus zwei Salonwagen, zwei Gefolgewagen, zwei Schlafwagen und einem Küchenwagen bestand. Zulässige Höchstgeschwindigkeit waren 40 Werst/h bzw. 42 km/h. Um 1890 fuhr er jedes Jahr damit nach Monte Carlo zum Glücksspiel.
Weitere Mitglieder der Zarenfamilie, die eigene Züge besaßen, waren:
- Zarin Maria Fjodorowna: Der Zug bestand aus insgesamt acht Wagen: mehrere Salon- und Schlafwagen, je einem Küchen-, Stromversorgungs- und Personalwagen. Die Wagen waren spurwechselfähig und sowohl auf russischer Breitspur als auch auf Normalspur einsetzbar.[28]
- Großfürst Nikolaus (II.) als Zarewitsch
- Zarin Alexandra Fjodorowna
- Großfürstin Marija Alexandrowna Romanowa

Auch eine Reihe von Mitgliedern des Hochadels hatte eigene Züge oder zumindest einen Salonwagen.

### Nach-Zaristisches Russland
Auch in der Sowjetunion gab es in großer Zahl Salonwagen und Sonderzüge für die Staats- und Parteispitze. 1945 soll es dafür etwa 1000 Salonwagen gegeben haben. Aus dem nachsowjetischen Russland ist ebenfalls ein großzügiger Umgang mit solchen Fahrzeugen für die Staatsspitze bekannt: Der polnische Fahrzeughersteller Pesa lieferte um 2021 zwei Züge für den russischen Staatspräsidenten, Wladimir Putin. Weiter ist bekannt, dass der russische Präsident einen gepanzerten Zug besitzt. Ob der mit den vorerwähnten Zügen aus polnischer Produktion identisch ist, dazu schweigen die Quellen. Auch gibt es mindestens drei nicht-öffentliche Bahnhöfe, die der Nutzung durch den Präsidenten vorbehalten und alle mit Hubschrauberlandeplatz ausgestattet sind:
- in Ussowa für die dortige Residenz Nowo-Ogarjowo, am Ende der von Moskau kommenden Bahnstrecke nach Ussowo. Der Bahnhof wurde um 2015 gebaut.
- für die Residenz Botscharow Rutschej am Schwarzen Meer, an der Bahnstrecke Krasnodar–Wessjoloje zwischen Tuapse und Sotschi. Der Bahnhof wurde 2017 gebaut.
- für die Residenz in Waldai wurde 2019 ein eigener Bahnhof mit einem 9 km langen Anschlussgleis an die Bahnstrecke Waldai–Krestzy gebaut.

## Betrieb

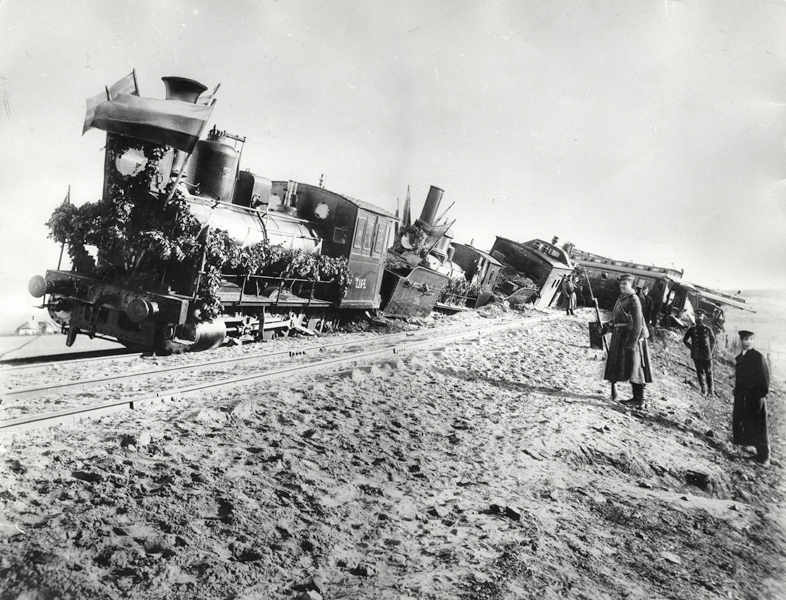
Die beiden Lokomotiven des 1888 verunfallten Hofzugs Alexanders III.

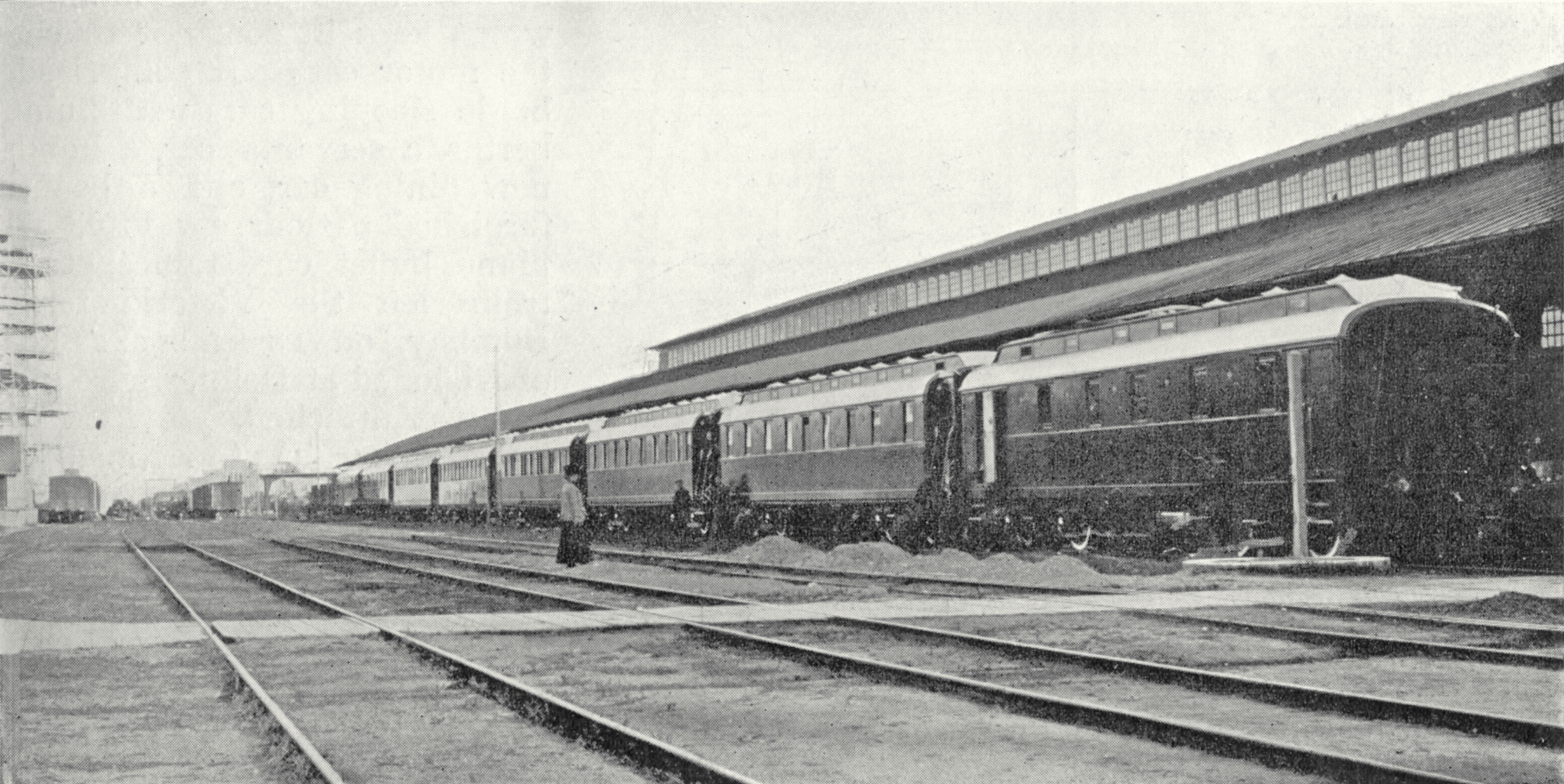
Hofzug im Grenzbahnhof Wirballen

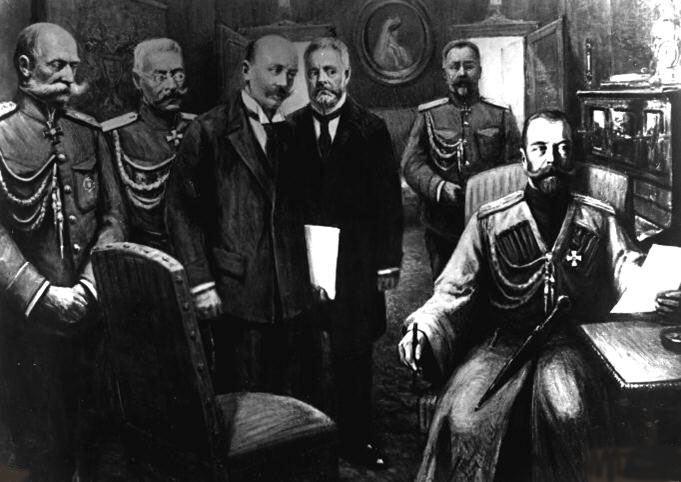
Unterzeichnung der Abdankung Nikolaus’ II. in einem Salonwagen

Es gab sowohl Hofzüge in der russischen Breitspur als auch in der Normalspur für Fahrten nach Mittel- und Westeuropa. Im entsprechenden Spurwechselbahnhof mussten die Passagiere des Hofzugs umsteigen. Eine Umspurung war bis zum Ende des 19. Jahrhunderts nur in Ausnahmefällen möglich.
Die Fahrt eines solchen Zuges erfolgte nur unter besonderen Sicherungsmaßnahmen: Eine einzeln fahrende Lokomotive fuhr dem Zug unmittelbar voraus („Pilot“), die Strecke wurde vor der Fahrt untersucht und bewacht und Kreuzungen mit anderen Zügen waren nur in größeren Bahnhöfen zugelassen, nie in Ausweichstellen.
Beim Eisenbahnunfall von Borki entgleiste der Hofzug Zar Alexanders III. am 17. Oktoberjul. / 29. Oktober 1888greg. auf der Fahrt von der Krim nach Sankt Petersburg in der Nähe von Borki. 23 Menschen aus der Begleitung der kaiserlichen Familie starben, den Mitgliedern der Kaiserfamilie geschah nichts, obwohl der Speisewagen, in dem sie sich zum Unfallzeitpunkt aufhielten, stark beschädigt wurde.
Während des Russisch-Japanischen Kriegs 1904/1905 wurden aus einer Reihe von Hofzügen und privaten Salonzügen fünf Lazarettzüge gebildet.
Die Zarin-Mutter, Maria Fjodorowna, befand sich mit ihrem Hofzug bei Ausbruch des Ersten Weltkriegs 1914 in Dänemark, ihrem Geburtsland. Sie reiste ohne ihren Zug über Schweden nach Hause, da die einzige Schienenverbindung nach Russland damals über das Territorium des russischen Kriegsgegners Deutschland führte. 1917 wurde der Zug über die inzwischen bis an den Grenzfluss Torne älv herangeführte Bahnstrecke Boden–Haparanda, die aber noch nicht an das damals russische, später finnische Netz bei Tornio angeschlossen war, nach Haparanda überführt. Nach sorgfältiger Messung der Eisdicke wurde ein Gleis über den Torne älv verlegt und dann wurden mit einer Rangierlokomotive immer zwei Wagen von Schweden nach Finnland gebracht.
In einem der Salonwagen des kaiserlichen Zuges unterzeichnete Nikolaus II. am 2.jul. / 15.greg. März 1917 im Bahnhof Pskow die Abdankungsurkunde.

## Erhaltene Wagen
Im Finnischen Eisenbahnmuseum sind drei Wagen eines Hofzuges erhalten.